# Peter Hayes
Peter Richard Hayes (ur. 11 kwietnia 1963 roku) – brytyjski dyplomata. Komisarz Brytyjskiego Terytorium Oceanu Indyjskiego i jednocześnie komisarz Brytyjskiego Terytorium Antarktycznego od 17 października 2012.